# Dybuk (film 1937)
Dybuk (jid. ‏דער דיבוק‎ Der dibek) – polski melodramat filmowy z 1937 roku w reżyserii Michała Waszyńskiego, oparty na dramacie Szymona An-skiego pod tym samym tytułem. Jest to pierwszy w Polsce pełnometrażowy film nagrany całkowicie w języku jidysz. Uznawany za najwybitniejszy film żydowski wyprodukowany w Polsce, jak też za najlepszy w historii kina film w języku jidysz.

## Opis fabuły
Film jest melodramatem nawiązującym do mistyki i obrzędowości żydowskiej. Akcja dzieje się w małych kresowych miasteczkach: Brynicy i Miropolu. Dwaj Żydzi (Nisan i Sender) przysięgają sobie, że ich przyszłe dzieci zostaną sobie poślubione. Nisanowi, który ginie w nurtach wzburzonej rzeki, rodzi się syn – Chonen, jego przyjacielowi – córka Lea. Po upływie osiemnastu lat nieświadomy dawnych przysiąg Chonen przybywa do domu Sendera i zakochuje się w Lei. Ojciec jej jednak przeznaczył ją na żonę bogacza z sąsiedztwa. Chonen, pilny student kabały, zwraca się o pomoc do ciemnych mocy, po czym pada martwy. Nieszczęśliwa Lea w dniu zaaranżowanego przez ojca ślubu idzie na cmentarz i zaprasza na uroczystość nie tylko swoją zmarłą matkę (tego wymaga obyczaj), ale także ukochanego Chonena. Ten wstępuje w ciało dziewczyny jako dybuk. Sender wyznaje rabinowi prawdę o przysiędze sprzed lat. Zostają odprawione obrzędy, mające na celu skłonienie zmarłego Nisana do wybaczenia wiarołomstwa. Duch Nisana jednak uparcie milczy, a wygnany z Lei dybuk zabiera ze sobą jej duszę. Dziewczyna umiera, by na zawsze połączyć się z Chonenem.

## Obsada
- Lili Liliana – jako Lea, córka Sendera,
- Leon Liebgold – jako Chonen, syn Nisana,
- Abraham Morewski – jako cadyk z Miropola,
- Ajzyk Samberg – jako wędrowiec Meszulach,
- Mojżesz Lipman – jako Sender Brynicer,
- Maks Bożyk – jako Nute, woźnica Sendera,
- Gerszon Lemberger – jako Nisan, ojciec Chonena, przyjaciel Sendera,
- Dina Halpern – jako Frade, ciotka Lei, siostra Sendera,
- M. Messinger – jako Menasze, narzeczony Lei,
- Samuel Bronecki – jako Nachman, ojciec Menasze,
- Samuel Landau – jako Zalman, swat,
- Abraham Kurc – jako Michael,
- Dawid Lederman – jako Meir,
- Symcha Fostel,
- Zysze Kac – jako Mendel,
- Judyta Berg – jako tancerka – Śmierć

## Produkcja filmu
Pierwsza próba stworzenia filmu w oparciu o popularną sztukę An-skiego miała miejsce już w roku 1925, reżyser Wiktor Biegański nakręcił wówczas jedynie zdjęcia próbne. Film z 1937 roku wyprodukowano w wytwórni Feniks Izydora i Fenicji Fenigsteinów. W przeciwieństwie do powstałego w tym samym roku dźwiękowego remake’u Ślubowania (filmu o zbliżonej fabule), z którym konkurował w kinach, odniósł znaczny sukces, który pozwolił odrodzić się firmie Fenigsteinów. Inicjatorem przedsięwzięcia był Ludwik Prywes, który został kierownikiem produkcji, jego pomocnikiem był Zygfryd Mayflauer. Scenariusz stworzył posiadający prawa autorskie do sztuki An-skiego Alter Kacyzne, współpracował z nim Marek Arnstein, który także sprawował funkcję kierownika artystycznego. Konsultantem naukowym (tło historyczne) został profesor Majer Bałaban. Konsultację scenariusza powierzono Anatolowi Sternowi. Muzykę skomponował Henryk Kon, pieśni religijne wykonał pierwszy kantor synagogi warszawskiej Gerszon Sirota. Sceny plenerowe nakręcono w Kazimierzu Dolnym. Dekoracje do filmu przygotowali Jacek Rotmil i Stefan Norris. Za choreografie odpowiadała Judyta Berg.

## Odbiór
Pierwsze recenzje w Polsce po premierze filmu były przeważnie pozytywne. Mieczysław Sztycer określił Dybuka tryumfem produkcji żydowskiej w Polsce, który przewyższa „o klasę znakomitą większość nowych filmów europejskich. Jest dziełem prawdziwej, poważnej sztuki [...] która płynie z istoty talentu, z niezafałszowanego natchnienia twórczego”. Mniej przychylna produkcji Stefania Zahorska usiłowała szukać w filmie odwołań do polskiej sztuki i literatury (Dziadów Mickiewicza, twórczości Wyspiańskiego, malarstwa Podkowińskiego i Grottgera), w porównaniu z którymi dzieło Waszyńskiego zdawało się jej zdaniem „pozostawiać po sobie mdły osad patetycznego kiczu”. Wiesław Bończa-Tomaszewski próbował przekładać nauki kabały na zrozumiały polskiemu odbiorcy system spirytyzmu i okultyzmu. Mimo owych przejawów oswajania dzieła obcej kultury Dybuk zdaniem Jerzego Toeplitza „wszedł dziś do kolekcji klasyków filmowych, reprezentuje bowiem bezspornie najwyższe osiągnięcie artystyczne w produkcji filmów w języku żydowskim, realizowanych przez polską kinematografię”.
Dybuk, mimo że w Stanach Zjednoczonych był początkowo przyjmowany z rezerwą (np. otrzymując negatywną recenzję Franka Nugenta, która była jednak głosem odosobnionym), utrzymywał się na ekranach amerykańskich kin przez 7 tygodni. Herbert Cohn ocenił film Waszyńskiego jako „jeden z najbardziej poruszających dramatów, które kiedykolwiek chcielibyśmy oglądać”. Wrogo natomiast do filmu odniósł się nazistowski minister propagandy Joseph Goebbels, który po obejrzeniu go w 1942 roku określił go w swoich dziennikach mianem „żydowskiego filmu propagandowego”.
Daria Mazur w analizie filmu Waszyńskiego wskazywała, że Dybuk zawiera w sobie liczne odwołania do nurtu chasydzkiego w judaizmie, podkreślającego jedność wyznawców religii z Bogiem. W Dybuku sztetl żydowski jest osobną rzeczywistością, „dla której członków «światem» są współbracia w wierze”. Jednocześnie Mazur przekonywała, że reżyser starał się dodać „nastrój przełamujący banał melodramatycznej opowieści”, posługując się ekspresjonistyczną symboliką, silną rytmiką oraz kontrastem światła i cienia.